# Steamhammer
Steamhammer – angielska grupa bluesrockowa działająca w latach 1968–1973.

## Historia
Steamhammer powstał w 1968 r. z inicjatywy gitarzysty Martina Quittentona i Kierana White'a (śpiew, gitara, harmonijka ustna). Dołączyli do nich gitarzysta Martin Pugh, basista Steve Davy i perkusista Michael Rushton. Zespół w tym składzie wystąpił m.in. jako support podczas angielskiej trasy koncertowej amerykańskiego bluesmana Freddiego Kinga.
Pierwsza płyta z 1969 r., zatytułowana po prostu Steamhammer, zawierała kilka coverów, jak i własne kompozycje zespołu. W jej nagraniu brali także udział muzycy sesyjni. Nie odniosła sukcesu komercyjnego, lecz grupa zyskała sporą popularność dzięki koncertom, zwłaszcza w Niemczech Zachodnich.
W tym samym roku odeszli Quittenton i Rushton, zaś do zespołu doszli Steve Jolliffe (saksofon i flet) oraz perkusista Mick Bradley.
W tym składzie powstała druga płyta (jeszcze w 1969), Mk II, tym razem złożona już tylko z oryginalnych kompozycji, ewoluujących nieco w stronę progresywnego rocka i jazzu.
W 1970 r. grupę opuścił Jolliffe, po czym powstała kolejna płyta – Mountains, zawierająca jeden cover i 7 kompozycji zespołu. Następny rok przyniósł kolejne istotne zmiany personalne. Odeszli White i Davy, a do grupy dołączył basista Louis Cennamo. Skład ten, z sesyjnym wokalistą Garthem Watt-Royem, nagrał płytę Speech, na którą składały się trzy rozbudowane, w większości instrumentalne utwory.
W 1972 r. perkusista Mike Bradley zmarł na białaczkę, a zastąpił go John Lingwood, doszedł również wokalista Ian Ellis (po dwóch miesiącach zastąpiony przez Bruce'a Michaela Paine'a). Liczne przetasowania doprowadziły do zmiany nazwy zespołu na Axis – już pod tą nazwą zagrał koncert w czerwcu 1973. Na krótko powrócił do składu Martin Quittenton, lecz pod koniec roku grupa rozpadła się ostatecznie.

## Dyskografia
- Steamhammer (1969)
- Mk II (1969)
- Mountains (1970)
- Speech (1972)